# ألانا هايس
ألانا هايس (بالإنجليزية: Alanna Heiss)‏ هي أمينة فنية أمريكية، ولدت في 13 مايو 1943 في لويفيل في الولايات المتحدة.